# International Council on Monuments and Sites
Az ICOMOS, azaz az International Council on Monuments and Sites (Műemlékek és Helyszínek Nemzetközi Bizottsága) egy szakmai szervezet, amely az egész világon megtalálható kulturális örökségi helyszínek megőrzésére és védelmére jött létre. A szervezetet 1965-ben hozták létre az 1964-ben aláírt Velencei Karta értelmében. Feladata szerint az UNESCO tanácsadója a világörökség helyszíneivel kapcsolatban.

## Története
Az ICOMOS megalapításának gondolata 1931-re nyúlik vissza: a történelmi műemléképületek restaurálásáról folytatott athéni konferencián merült fel, amelyet a Nemzetközi Múzeumhivatal szervezett meg. A nemzetközi örökség fogalmát az az 1933-as Athéni Charta vezette be, amelyet Le Corbusier foglalt össze a Modern Építészet Nemzetközi Kongresszusának negyedik gyűlésén. Az 1964-ben, Velencében lezajlott Építészek és Történelmi Építmények Szakértőinek második kongresszusán meghozott 13 határozat közül az első életre hívta a Műemlékek és Helyszínek Védelméről szóló Nemzetközi Chartát, röviden Velencei Chartát, a második pedig létrehozta az ICOMOS-t eme charta céljainak megvalósítására.
A Bizottság 1983-ban határozta el, hogy meghirdeti Műemléki világnapot (április 18.) a műemlékek világnapját, hogy ezáltal is felhívja a figyelmet a műemlékvédelem fontosságára, lehetőségeire és szükségességére. 1984 április 18-án tartották meg először. Magyarországon a szervezet Magyar Nemzeti Bizottsága szervezi a kezdetektől a világnap rendezvényeit.
Az ICOMOS-nak jelenleg[mikor?] több mint 7500 tagja van. Ritka kivételektől eltekintve minden egyes tagnak képzettnek kell lennie a megóvással kapcsolatban, és gyakorló tájépítésznek, építészmérnöknek, archeológusnak, várostervezőnek, mérnöknek, művészettörténésznek, adatrögzítőnek vagy az örökséggel kapcsolatos adminisztrátornak kell lennie. A szervezet nemzetközi főhadiszállása Párizsban található, az egyesült királyságbeli központja pedig Londonban. Az ausztrál ág 1976-ban jött létre.

## Piero Gazzola-díj
Alapító elnöke, Piero Gazzola emlékére az ICOMOS 1979-ben díjat hozott létre. A Piero Gazzola-díjjal azon személyiségek vagy csoportok tevékenységét ismerik el, amelyek kiemelkedő mértékben járultak hozzá az ICOMOS célkitűzéseinek megvalósításához.
Az éremmel és elismerő diplomával járó Piero Gazzola-díjat háromévente, az ICOMOS közgyűléséhez kapcsolódva adják át. 

### Díjazottak
- 1981 – Jean Trouvelot
- 1984 – Stanislaw Lorentz
- 1987 – Masuru Sekino
- 1990 – Gertrud Tripp
- 1993 – Bernard Feilden
- 1996 – Ernest Allan Connally
- 1999 – Roland Silva
- 2002 – Cevat Erder
- 2005 – Ann Webster Smith
- 2008 – Carmen Añón Feliu
- 2011 – Nobuo Ito
- 2014 – Henry Cleere
- 2017 – Saleh Lamei Mostafa
- 2020 – Amund Sinding-Larsen
- 2023 – Dr. Fejérdy Tamás[4]

## Magyar bizottság
Az ICOMOS Magyar Nemzeti Bizottsága egyesületi formában működő szervezet, mely 1972-ben jött létre. Az egyesület 300 fős taglétszámával az ICOMOS egyik legnagyobb tagszervezete.
Az 1990-es években Román András építészmérnököt választották a nemzetközi szervezet alelnökévé.
A magyar szervezet 2005 óta évente osztja ki a Műemlékvédelmi Citromdíjat a legkevésbé sikerült műemlék-helyreállításoknak, 2006 óta pedig évente ICOMOS-díjat ítél a legjobb műemléki felújításért. 2013 óta a Példaadó Műemlékgondozásért Díj is kiosztásra kerül. A szervezet emellett minden évben Möller István-emlékéremmel jutalmazza a műemlékvédelem területén kimagasló eredményt elért személyeket.

#### Vezetői
A Magyar Nemzeti Bizottság vezetői 2017-ben:
- Nagy Gergely tiszteletbeli elnök
- Fejérdy Tamás elnök
- Dobosyné Antal Anna alelnök
- Klaniczay Péter alelnök
- Visy Zsolt alelnök
- Veöreös András főtitkár

## Külső hivatkozások
- ICOMOS
- ICOMOS Magyar Nemzeti Bizottság
- ICOMOS-UK
- Australia ICOMOS
- US-ICOMOS

## Fordítás
Ez a szócikk részben vagy egészben  az   ICOMOS című angol Wikipédia-szócikk ezen változatának fordításán alapul.  Az eredeti cikk szerkesztőit annak laptörténete sorolja fel. Ez a jelzés csupán a megfogalmazás eredetét és a szerzői jogokat jelzi, nem szolgál a cikkben szereplő információk forrásmegjelöléseként.